# Uniforme de la selección de fútbol de Cataluña

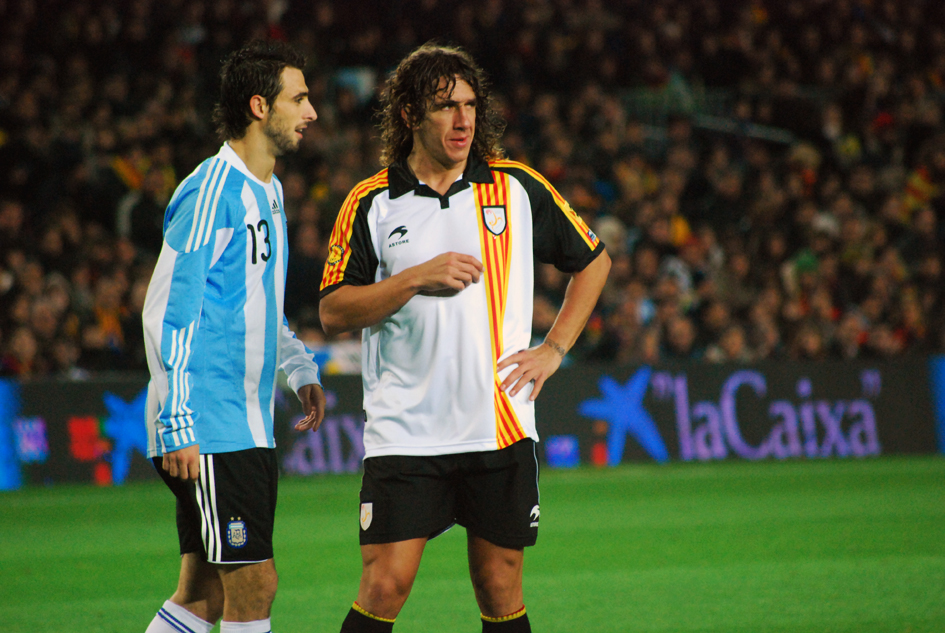
Imagen de un amistoso entre las selecciones de Cataluña y Argentina.

A lo largo de su historia, la selección catalana ha cambiado varias veces de equipación sin mantener un patrón fijo. En sus primeros años de vida y hasta la muerte de Franco, Cataluña jugó con camiseta blanca y pantalón negro. A partir de 1976 se añade una franja vertical con la señera catalana, y dicho uniforme se mantiene hasta 1997.
A partir de la celebración del partido anual, Cataluña dispone de múltiples equipaciones distintas entre sí de las marcas Meyba (catalana) y Lotto (italiana). En 1997 la señera pasa a ocupar todo el pecho, y ese kit se mantiene hasta 1999, cuando la señera va a los laterales y el pecho vuelve a ser blanco. En 2000 se renueva el uniforme, que pasa a ser camiseta blanca con laterales azules, pantalón azul y medias blancas. Este se mantuvo tres años, hasta que la Federación decide utilizar la hasta entonces segunda equipación: un uniforme azul con detalles en amarillo.
En 2007 se trató de estandarizar un conjunto, y la marca alemana Puma fabricó una equipación negra para los partidos en casa y amarilla cuando ejerciera de visitante. En 2009 cambia de marca y pasa a ser equipado por la vasca Astore, y como homenaje a Johan Cruyff, Cataluña utilizó una camiseta exclusiva inspirada en la equipación de 1976 para el partido frente a Argentina. En 2010 se recuperaron motivos alegóricos, como la cruz de San Jorge y la señera en las equipaciones. 
Entre 2014 y 2018, la equipación fue patrocinada por la marca estadounidense Pony. Entre 2018 y 2020 se utilizó la marca Futcat. A partir de 2020 la equipación es patrocinada por la compañía alemana Adidas.

## Uniforme titular

### Evolución
| 1904-1906 | 1906-1912 | 1912-1915 | 1915-1975 | 1976-1995 | 1997-1998 | 1999 | 2000-2003 | 2004-2006 |  |

| 2007-2009 | 2009 | 2010-2012 | 2010-12 (2a) | 2013 | 2013 | 2014-2016 | 2017-2018 | 2020-2023 |  |

| 2024-Actual |

### Galería de imágenes

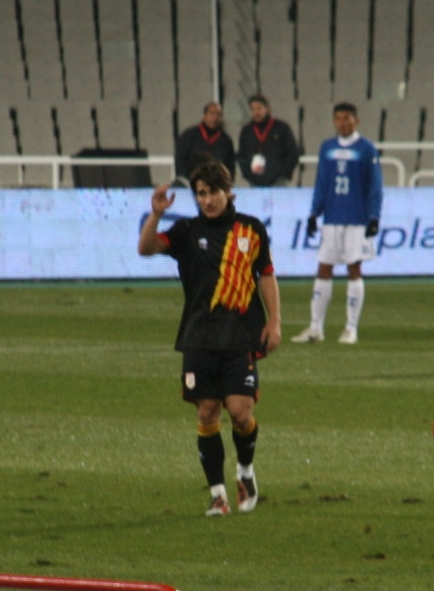
Uniforme de Cataluña (2007-2009)
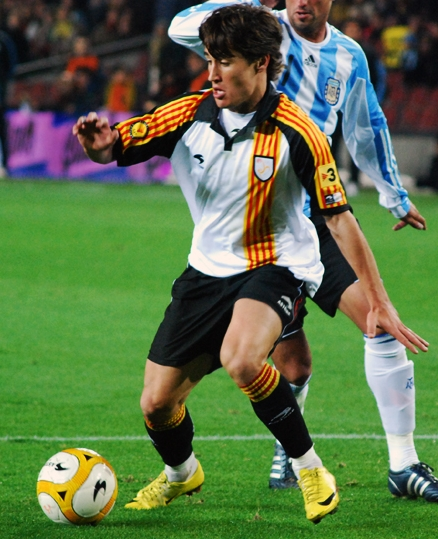
Uniforme de Cataluña (2009)
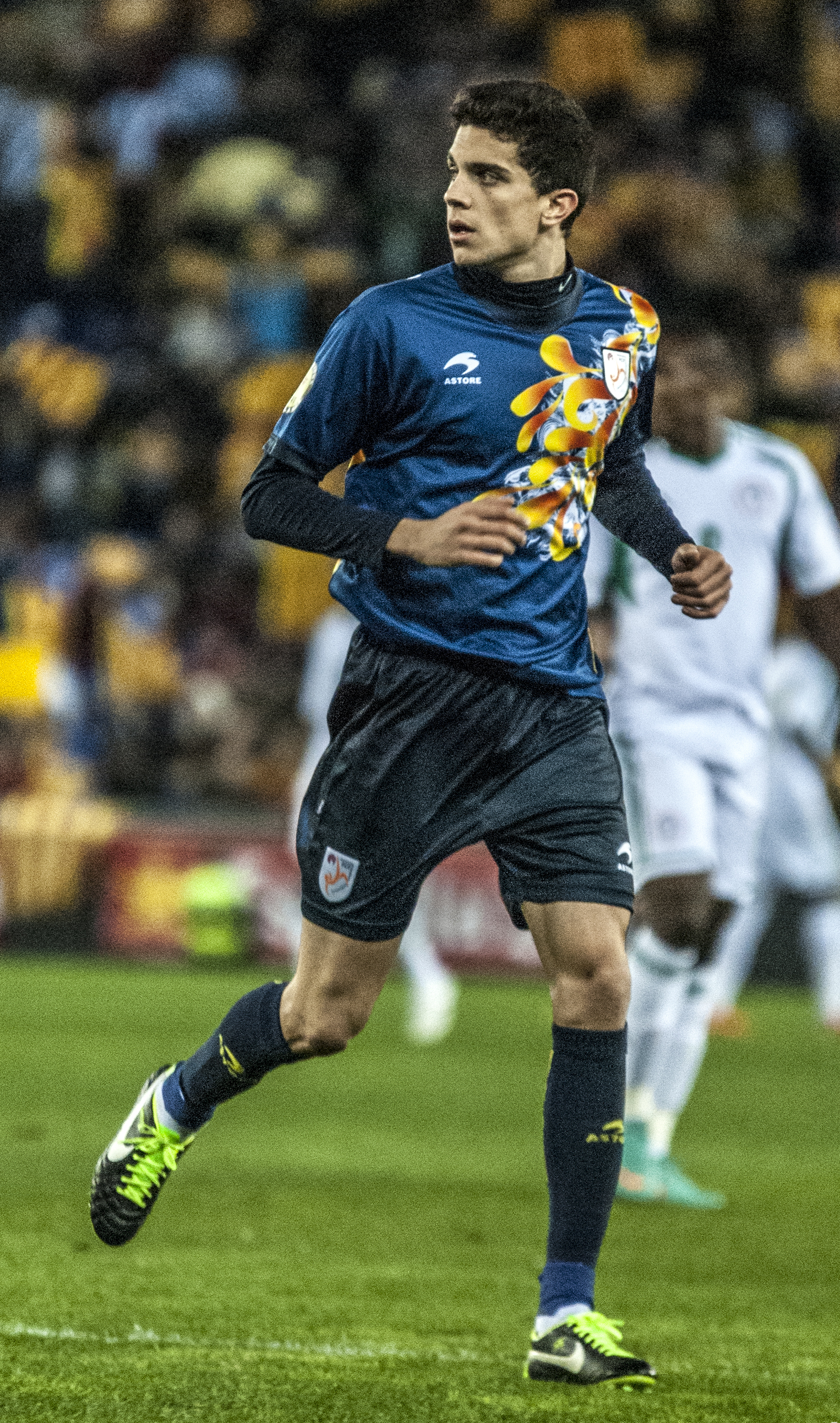
Uniforme de Cataluña (2013)
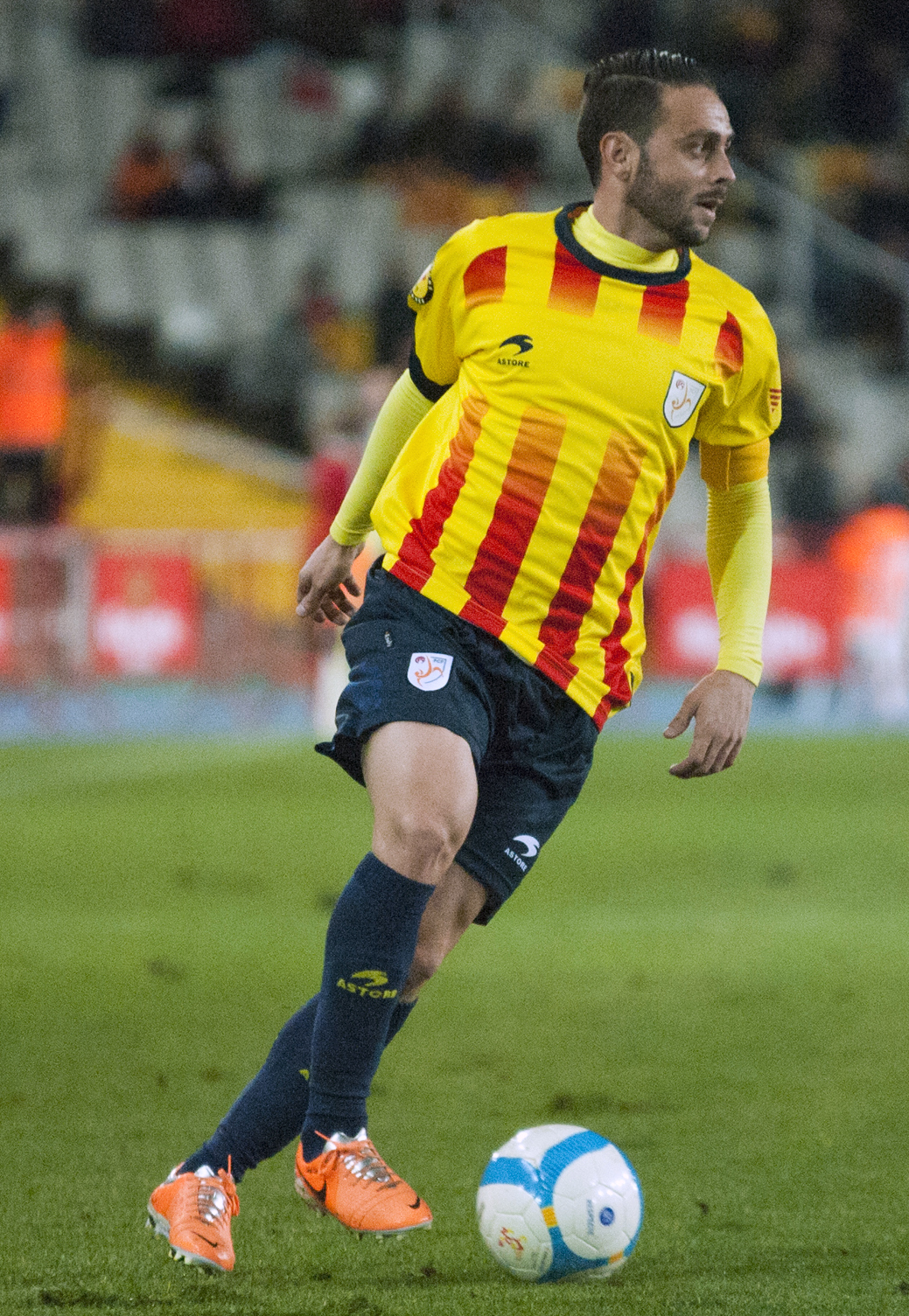
Uniforme de Cataluña (2013)

## Proveedores
| Periodo de temporadas del acuerdo | Proveedor deportivo oficial |
| --------------------------------- | --------------------------- |
| 1900-1989                         | Ninguno                     |
| 1990                              | Meyba                       |
| 1993                              | Lotto                       |
| 1995                              | Meyba                       |
| 1997-2008                         | Puma                        |
| 2009-2013                         | Astore                      |
| 2014-2019                         | Pony                        |
| 2019-presente                     | Adidas                      |